# Батубара
Батубара (индон. Batu Bara) — округ в провинции Северная Суматра. Административный центр — город Лимапулух.

## История
Округ был выделен 15 июня 2007 года из округа Асахан.

## Население
Согласно переписи 2007 года, на территории округа проживало 374 715 человек.

## Административное деление
Округ Батубара делится на следующие районы:
- Аир-Путих
- Лимапулух
- Меданг-Дерас
- Сей-Балай
- Сей-Сука
- Талави
- Танджунг-Тирам